# Alexander Privitera
Alexander Privitera (* 23. Februar 1965 in Rom, Italien) ist ein deutscher Lobbyist sowie ehemaliger Journalist und Fernsehmoderator.

## Leben
Alexander Privitera machte sein Abitur an der Deutschen Schule in Rom und absolvierte ein Studium für Politikwissenschaften an der Universität La Sapienza. Anschließend war er für den italienischen Hörfunk- und Fernsehsender Radiotelevisione Italiana sowie für den Nachrichtensender n-tv tätig. Zudem war er Moderator der Infotainment-Sendung "Giorno per Giorno" in der italienischen Hauptstadt.
Von 1991 bis 1992 machte Alexander Privitera ein Volontariat bei der Deutschen Fernsehnachrichten Agentur in Bonn. Anschließend war er drei Jahre lang in Brüssel als Europa-Korrespondent tätig. Ab 1996 war er für die ProSiebenSat.1 Media politischer Korrespondent in Bonn. Später arbeitete er in der Zentrale in München. Von August 1998 bis März 2004 war er Korrespondent in den USA.
Von 2004 bis 2009 war Alexander Privitera Anchorman der Nachrichtensendungen auf N24. Im Juni 2009 ist er als Sonderkorrespondent des deutschen Nachrichtensenders in die US-Hauptstadt Washington DC zurückgekehrt. Drei Jahre später verließ er den Sender.
Von 2012 bis 2016 leitete Privitera das „Business and Economics Program“ bei der US-amerikanischen Denkfabrik American Institute for Contemporary German Studies der Johns Hopkins University. Ab Oktober 2016 arbeitete er zunächst als Head of European Affairs, später als Head of Issue Management bei der Commerzbank in Frankfurt am Main. Seit 2020 ist Privitera leitender Politikberater bei der European Banking Federation in Brüssel.